# Sephokong Community
Sephokong Community är en gemenskap i Lesotho.   Den ligger i distriktet Leribe District, i den norra delen av landet, 90 km nordost om huvudstaden Maseru.